# St. Stefan (Istanbul)

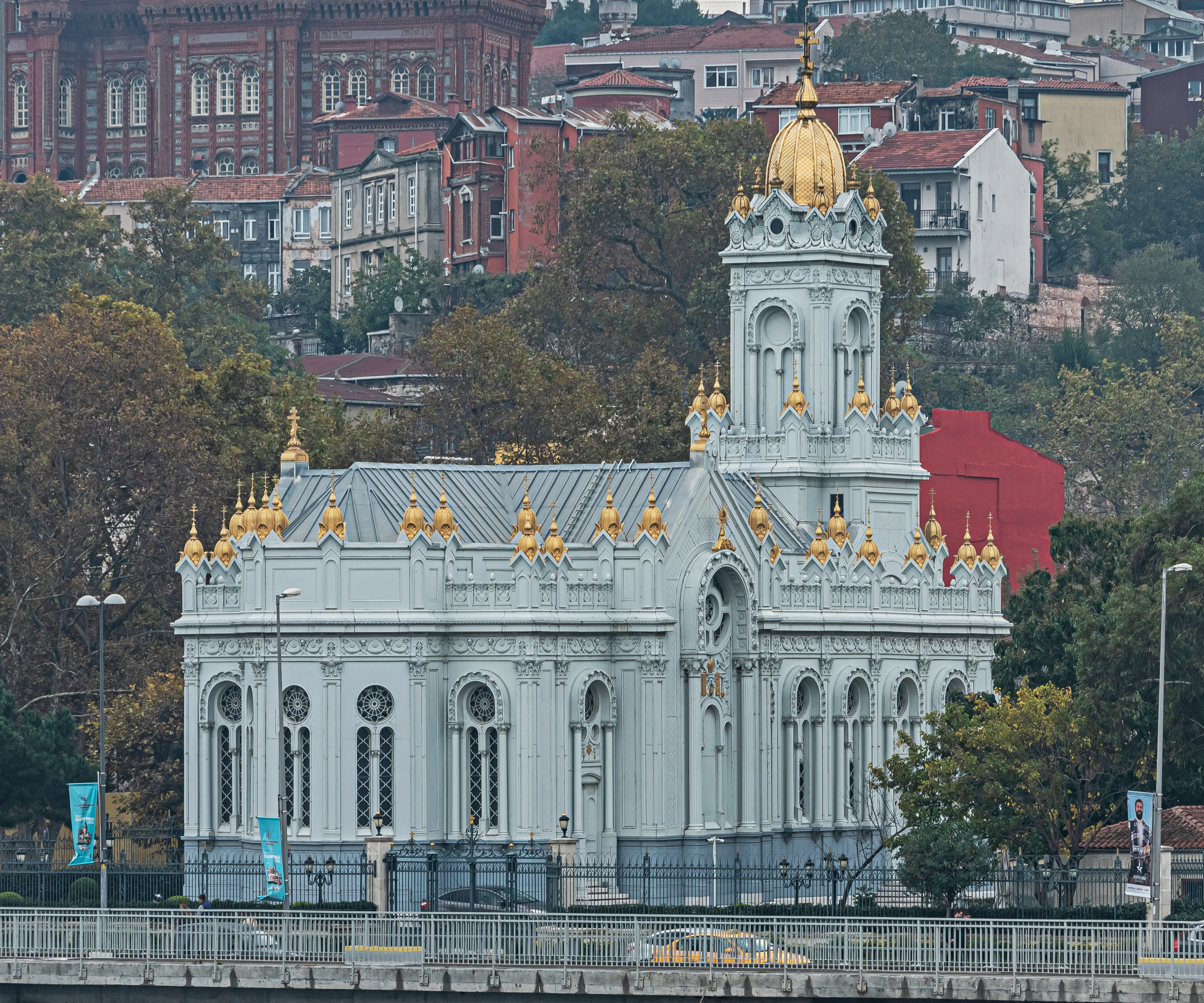
St. Stefan in Istanbul

Sankt Stefan (bulgarisch Свети Стефан / Sweti Stefan, türkisch Aziz Stefan oder Sveti Stefan) ist eine bulgarisch-orthodoxe Kirche im Stadtviertel Fener der türkischen Metropole Istanbul. Weil als Baumaterial hauptsächlich Gusseisen verwendet wurde, wird die am Ufer des Goldenen Horns gelegene dreischiffige Basilika auch als Eiserne Kirche (bulg. Желязната църква, türk. demir kilise) bezeichnet.

## Geschichte

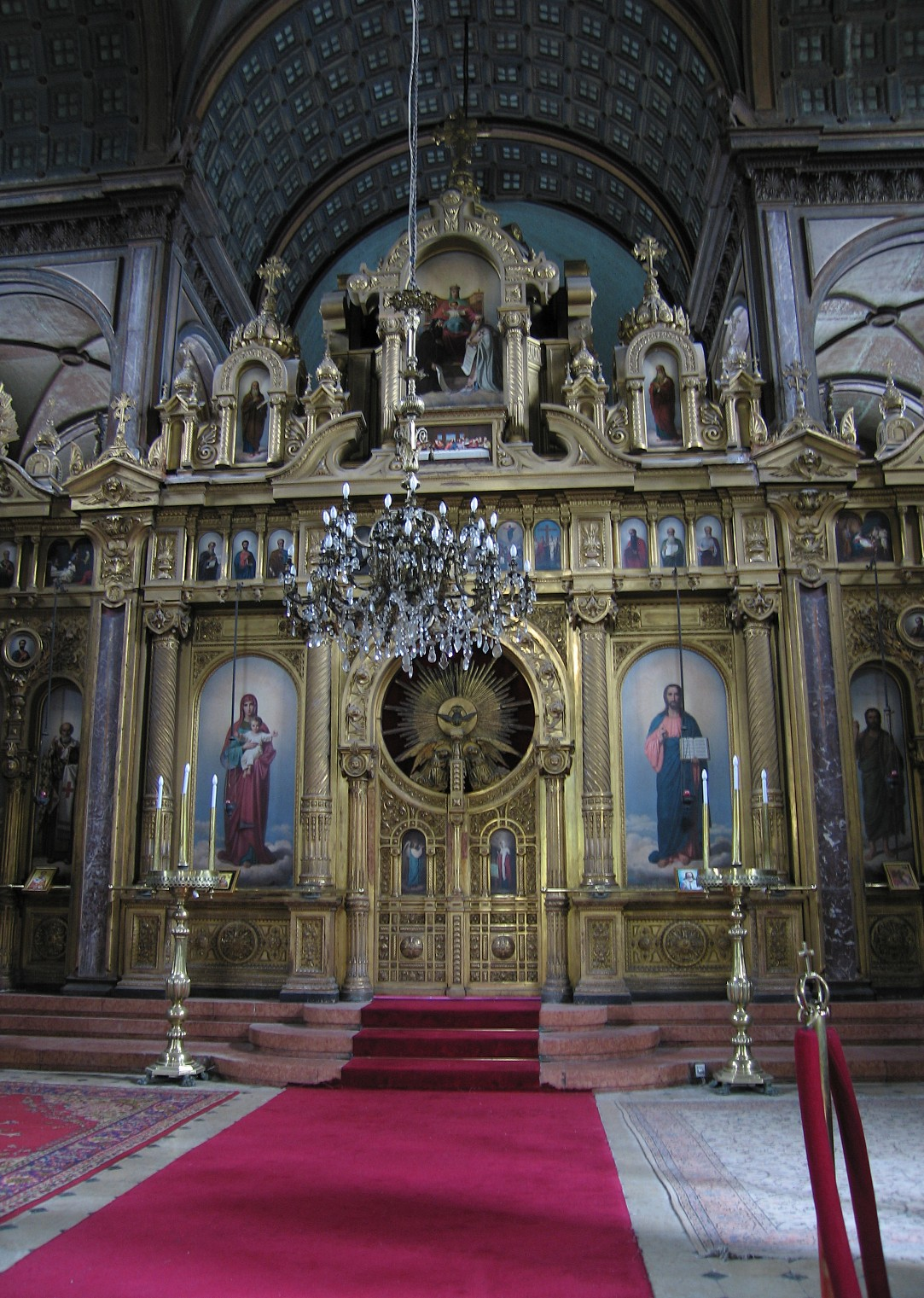
Die Ikonostase (Detail) in der zum Goldenen Horn gerichtete Apsis.

Die bulgarisch-orthodoxen Christen im Osmanischen Reich waren über mehrere Jahrhunderte dem Ökumenischen Patriarchat von Konstantinopel unterstellt, in dessen Kirchen sie auch ihre Gottesdienste feierten. Im Zuge der Bulgarischen Wiedergeburt setzten sie sich zunehmend für die Unabhängigkeit von der griechisch-orthodoxen Kirche ein. 1870 wurde schließlich durch einen Ferman des Sultans Abdülaziz das Bulgarische Exarchat mit Sitz in Konstantinopel eingerichtet. Auch nach der Loslösung Bulgariens aus dem Osmanischen Reich 1878 blieb Konstantinopel das Zentrum der bulgarischen Kirche.
Anfangs wurde von der nun unabhängigen Gemeinde der Konstantinopler bulgarisch-orthodoxen Christen ein von einem osmanischen Staatsmann, dem bulgarischstämmigen Knjaz Stefan Bogoridi, geschenktes Holzhaus, das am 9. Oktober 1849 zur Kirche geweiht wurde, für ihre Gottesdienste genutzt. Durch die Verlesung des sultanischen Fermans zur Einrichtung des Exarchats am 28. Februar 1870 wurde es zu einer wichtigen Stätte der bulgarischen Unabhängigkeitsbewegung.
Nach einem Brand in der Holzkirche erhielten die bulgarischen Christen am 25. Juni 1890 vom Sultan die Erlaubnis, neben der Holzkirche ein neues Gotteshaus zu bauen. Auf Initiative des Exarchen Josef I. wurde am 27. April 1892 der Grundstein für den Neubau gelegt. Der beauftragte armenische Architekt Hovsep Aznavor entschied sich angesichts des schwachen Untergrunds am Goldenen Horn für einen leichten Bau ganz aus Stahl und Eisen und gegen eine Stahlbetonkonstruktion. Nach einer internationalen Ausschreibung wurden die einzelnen Elemente, die zusammen rund 500 Tonnen wogen, zwischen 1893 und 1896 von Rudolph Philipp Waagner (nunmehr Waagner-Biro) in Wien gefertigt und über die Donau und das Schwarze Meer nach Istanbul verschifft. Nach rund eineinhalbjähriger Bauzeit wurde die neue Kirche am 8. September 1898 von Josef I. dem heiligen Stephanus geweiht. Kurz darauf wurde die alte Holzkirche abgerissen.
Der tragende Rahmen der Kirche besteht aus Stahl, die Außenhaut aus gusseisernen Platten, die miteinander vernietet, verschweißt und durch Bolzen miteinander verbunden sind. In ihrer Architektur vereint die kreuzförmige Kirche Elemente der Neugotik und des Neobarock. Die sechs Glocken des 40 m hohen Glockenturms wurden in der russischen Stadt Jaroslawl gegossen. Die hölzerne Ikonostase wurde in Moskau angefertigt.

## Schließung, Restaurierung und Wiedereröffnung im Jahr 2018
Die über ein Jahrhundert der Witterung ausgesetzte Eisenkonstruktion litt vor allem unter der fortschreitenden Korrosion des Materials. Daneben hatten sich in den Eisenplatten Risse gebildet, weshalb die Kirche schließlich im Jahr 2008 geschlossen wurde. Um den Zerfall des Kirchengebäudes aufzuhalten, wurde im Jahr 2011 mit umfangreichen Restaurierungsarbeiten begonnen.
Nach dem Abschluss der Restaurierungsarbeiten fand am 7. Januar 2018 die Wiedereröffnung der Kirche durch den türkischen Staatspräsidenten Recep Tayyip Erdoğan im Beisein des bulgarischen Ministerpräsidenten Bojko Borissow statt. Während der siebenjährigen Bauzeit wurden 90 % der Bauelemente restauriert, wozu die Türkei eigene Steuermittel von rund 16 Millionen Türkische Lira (umgerechnet rund 3,5 Millionen Euro) beigetragen hat und Bulgarien rund eine Million Türkische Lira.

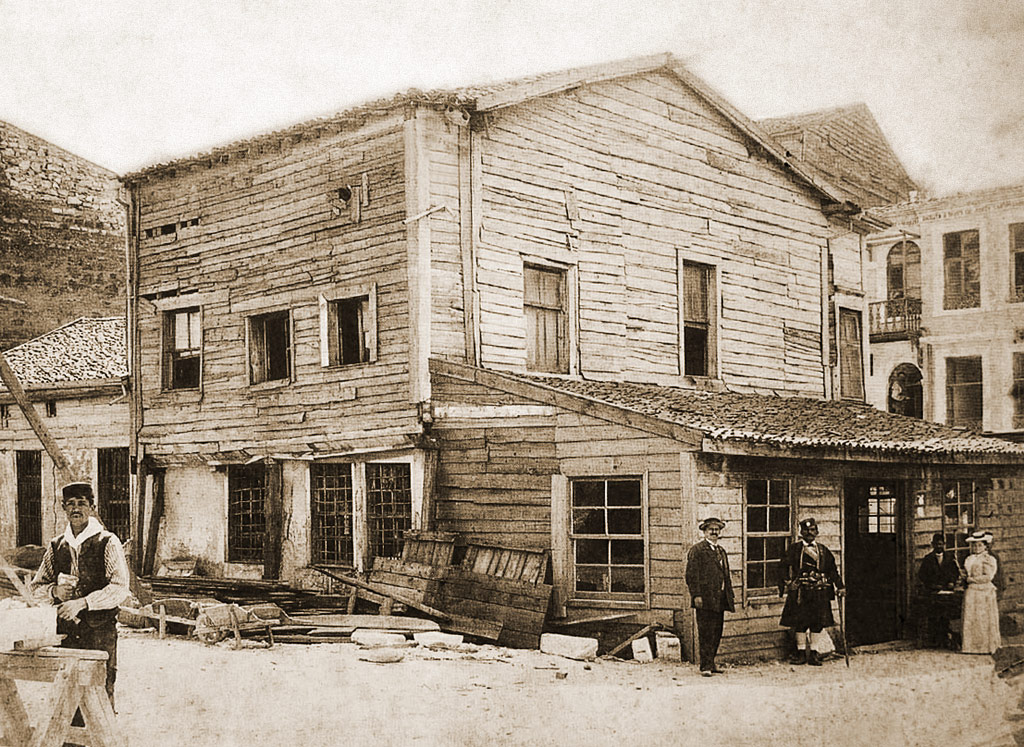
Die hölzerne Vorgängerkirche.
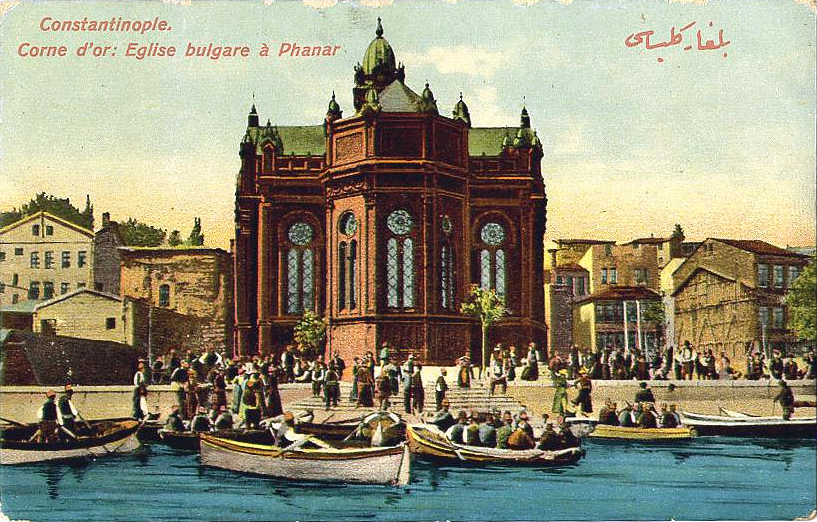
Postkartenansicht aus dem frühen 20. Jahrhundert.
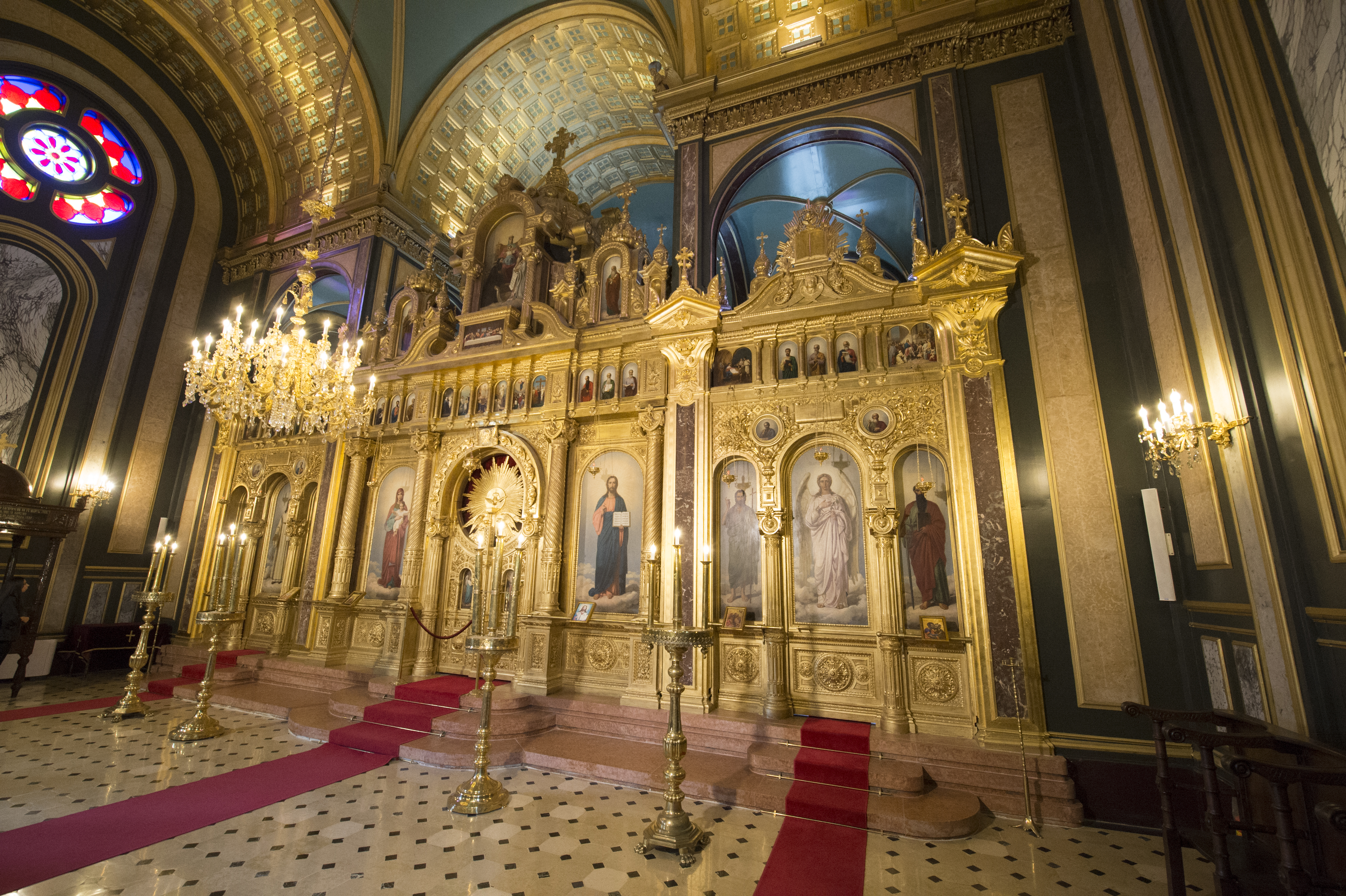
Die Ikonostase
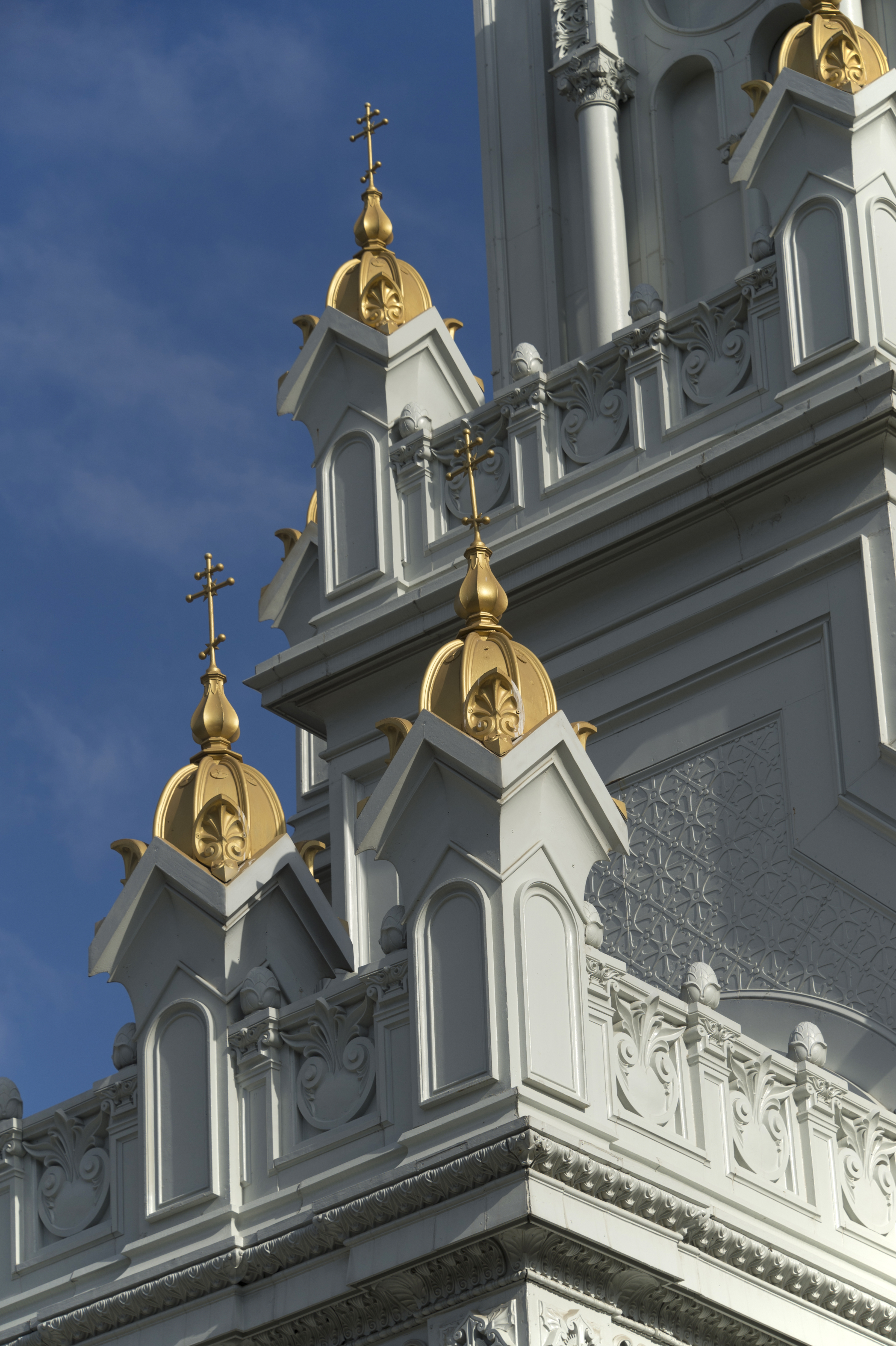
Details der Türme (2018).
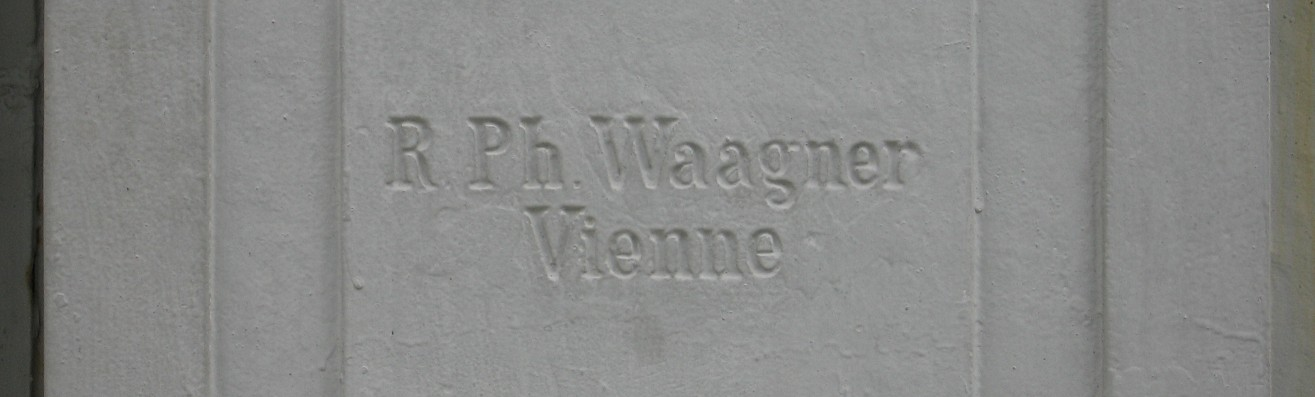
Rudolph Philipp Waagner, Wien, Produzent der Bauelemente.